# Helleketelbos
Het Helleketelbos is een natuurgebied van 56 ha in de tot de West-Vlaamse gemeente Poperinge behorende plaats Abele. Het is een Natura 2000-gebied.
Het betreft een gemengd loofbos dat wordt beheerd door het Agentschap voor Natuur en Bos. In het bos vindt men de Vallei van de Bommelaarsbeek. Daar vindt men ook hakhoutstoven. Het Bohemerbos is een deel van de bosrand waar tot in de jaren '50 van de 20e eeuw woonwagenbewoners kampeerden, welke meehielpen bij de oogst van de hier veel verbouwde hop. Een andere cultuurhistorische merkwaardigheid is het vakwerkhuisje, een overblijfsel van de grote vakwerkboerderij Het Groot Gasthuisgoed.
Tot de dierenwereld behoren zoogdieren als wezel, bunzing, hermelijn, vos, ree en baardvleermuis. Verder is het gebied rijk aan amfibieën, zoals kamsalamander, vinpootsalamander, bruine kikker en groene kikker.
Het gebied is vrij toegankelijk en er lopen wandel- en fietsroutes doorheen.